# Vällingen, Gästrikland
Vällingen är en sjö i Sandvikens kommun i Gästrikland och ingår i Gavleåns huvudavrinningsområde. Sjön är 2 meter djup, har en yta på 0,568 kvadratkilometer och befinner sig 102 meter över havet. Sjön avvattnas av vattendraget Vällingbäcken.

## Delavrinningsområde
Vällingen ingår i det delavrinningsområde (673439-154942) som SMHI kallar för Utloppet av Vällingen. Medelhöjden är 109 meter över havet och ytan är 5,6 kvadratkilometer. Det finns ett avrinningsområde uppströms, och räknas det in blir den ackumulerade arean 15,24 kvadratkilometer. Vällingbäcken som avvattnar avrinningsområdet har biflödesordning 3, vilket innebär att vattnet flödar genom totalt 3 vattendrag innan det når havet efter 58 kilometer. Avrinningsområdet består mestadels av skog (84 procent). Avrinningsområdet har 0,67 kvadratkilometer vattenytor vilket ger det en sjöprocent på 12 procent.